# Seborga
Seborga är en kommun (Comune di Seborga) i provinsen Imperia i regionen Ligurien i nordvästra Italien. Kommunen hade 294 invånare (2018).
Mest känt utanför Italien är Seborga kanske för den mikronation, Pricipato di Seborga, som utropats av personer som ansett att byn aldrig kommit att bli en del av den italienska staten. Då den italienska enhetsakten av 1861 inte uttryckligen nämner att detta tidigare furstendöme skulle vara en del i det enade Italien har man i Seborga hävdat att man juridiskt sett fortfarande utgör ett icke-italienskt territorium.
Mellan 1994 och 1996 präglades egna mynt, "luigino", men de har aldrig varit ett lagligt betalningsmedel.